# Geheimpolizist Christine Miller
Geheimpolizist Christine Miller (Originaltitel: Undercover Girl) ist ein US-amerikanischer Kriminalfilm aus dem Jahr 1950 von Joseph Pevney mit Alexis Smith in der Titelrolle. Der Film noir wurde von Universal-International Pictures produziert.

## Handlung
In Los Angeles erhält Lieutenant Michael Trent Informationen über eine Drogenlieferung aus New York. Der dortige Ermittler Hank Miller soll bestochen worden sein. In New York sucht Miller den Drogenboss Reed Menig auf, um ihm die 10.000 Dollar, die ihm gezahlt wurden, zurückzugeben. Miller wird von einem Gangmitglied niedergeschlagen und von Menig erschossen.
Hank Millers Tochter Christine ist Polizeischülerin, was zu Problemen mit ihrem Freund Jess Faylen führt. Nachdem sie vom Tod ihres Vaters erfahren hat, wird sie von Trent, der zur Untersuchung nach New York gekommen ist, befragt. Dass ihr Vater der Bestechlichkeit beschuldigt wird, macht Christine fassungslos. Sie bittet Trent um Hilfe, den Namen ihres Vaters reinzuwaschen. Trent hält Christine nicht für erfahren genug, um in die Ermittlungen einbezogen zu werden. Doch ihre Vorgesetzte Captain Parker überzeugt ihn, dass Christine eine wertvolle Hilfe sein kann. 
Unter dem Namen Sally Willis fliegt Christine nach Los Angeles und mietet sich in einem Appartement direkt neben Trents Bungalow ein. Trent erklärt ihr, dass die Holmes Klinik als Basis für den Schmugglerring dient. Er zeigt ihr Fotos von Dr. Holmes, der Krankenschwester Pat Gibson, dem kräftigen Tully, dem Killer Collar, Moocher und dessen Freundin Babe Snell. Christine lernt das ehemalige Bandenmitglied Liz Crow kennen, die in einer Entzugsklinik ist. Mit ihrer Hilfe, indem sie die Identität der totgeglaubten Liz annimmt, kann sie Kontakt zu Babe Snell aufnehmen. Sie fragt die betrunkene Frau, ob sie ein Treffen mit Moocher arrangieren könne. Babe fragt nach, wird jedoch von dem zornigen Moocher geschlagen. Der Schlag schleudert sie durch das Fenster, sie stürzt in den Tod.
Christine verspricht, Moocher zur Flucht zu verhelfen, wenn er ein Treffen mit Holmes zustande bringt. Holmes ist misstrauisch und will Christines Geschichte überprüfen. Er fühlt sich allerdings zu ihr hingezogen und erzählt ihr von seinem Sohn, den er auf ein Internat geschickt hat. Letztendlich kommt der geplante Drogenkauf bei Menig zustande. Zu Hause wird Christine von Jess erwartet. Moocher ist ihr gefolgt und belauscht das Gespräch, wobei Jess sie bei ihrem richtigen Namen nennt. Moocher, weiß nun, dass sie nicht die Person ist, für die sie sich ausgibt und versucht eine Erpressung. Christine bietet ihm Geld an, wenn er die Stadt verlässt. Heimlich alarmiert sie Trent, doch Moocher erkennt den Polizisten und warnt Holmes vor Christines Doppelspiel. Holmes lässt hingegen Moocher töten. Als dessen Leiche entdeckt wird, sorgt sich Trent um Christines Leben.
Christine übt Druck auf Holmes aus mit ihrem Wissen um den Aufenthaltsort seines Sohnes. Holmes sagt aus, dass der Mörder ihres Vaters Menig sei. Ihm ist klar, dass er bald ins Gefängnis geht und schreibt eine Nachricht an seinen Sohn. Als Menig und Tully eine Planänderung vorschlagen, lässt Holmes die Nachricht liegen. Die Schwester Pat Gibson findet sie. Trent lässt mittlerweile die Klinik zu Christines Sicherheit observieren. Doch Tully bringt Christine durch einen Geheimgang nach draußen. Trents Kollegen sehen Pat die Klinik verlassen. Sie halten sie für Christine und folgen ihr zum Versteck der Drogenschmuggler. Pat zeigt Menig die Nachricht, woraufhin Tully Holmes tötet. Christine kann die Flucht ergreifen, wird aber von Menig verfolgt. Polizisten erscheinen, es kommt zu einer Schießerei, bei der Tully stirbt. Christine kann Menig mit einer Pistole in Schach halten. Trent, mittlerweile in sie verliebt, verhindert, dass sie den Bandenchef tötet. Die Gang wird verhaftet, Christine und Trent küssen sich.

## Produktion

### Hintergrund
Gedreht wurde der Film von Anfang Juli bis Anfang August 1950 in den Universal-Studios in Universal City.

### Stab
Bernard Herzbrun und Emrich Nicholson waren die Art Directors, Oliver Emert und Russell A. Gausman die Szenenbildner, Bill Thomas der Kostümbildner. Leslie I. Carey und Glenn E. Anderson waren für den Ton verantwortlich, Bud Westmore und Gene Hibbs für das Make-up. Produktionsmanager war Dewey Starkey, Regieassistent Jesse Hibbs.

### Besetzung
In einer kleinen nicht im Abspann erwähnten Nebenrolle trat Johnny Carpenter auf.
Royal Dano gab hier sein Kinodebüt.

## Veröffentlichung
Die Premiere des Films fand am 2. November 1950 statt. In Österreich kam er am 15. April 1951 in die Kinos, in der Bundesrepublik Deutschland wurde er am 23. November 1987 im deutschen Fernsehen ausgestrahlt.

## Kritiken
Das Lexikon des internationalen Films schrieb: „Routiniert inszenierter "kleiner" Kriminalfilm; spannende, gelegentlich recht zynisch auf den Punkt gebrachte Unterhaltung mit einer außergewöhnlichen Hauptdarstellerin.“
Der Kritiker des Der Spiegel dagegen notierte: „Es ist oft Nacht in diesem Film, aber sie verdeckt leider nicht die Studiokulisse und die schwachen Schauspieler. Der Fließbandkrimi von Joseph Pevney (USA, 1950) ist unglaubwürdig, die Charaktere holzschnittartig.“